# 936
Cette page concerne l'année 936  du calendrier julien.
L'année 936 est une année bissextile qui commence un vendredi.

## Événements
- 8 novembre[1] : le gouverneur d’Irak Ibn Râ'iq devient amîr al-umarâ’ (émir des émirs) du calife abbasside de Bagdad[2]. L’amîr al-umarâ’, commandant en chef de l’armée, devient chef de l’administration financière et responsable du maintien de l’ordre dans l’Empire. Il exerce le pouvoir effectif. Le califat se limite à des fonctions religieuses et représentatives.

- En Chine, un Turc sinisé, le général Shi Jingtang, révolté contre l’empereur des Tang postérieurs, fonde la dynastie des Jin postérieurs (fin en 947) et transfère sa capitale à Bianjing (Kaifeng). Pour prendre le pouvoir, il a fait appel à Yelü Deguang, khan des Khitans (turco-mongols du sud de la Mandchourie). Les Khitans obtiennent le nord du Hebei (Pékin) et du Shanxi (Datong)[3].

### Europe
- Avant le 9 janvier : début du pontificat de Léon VII (fin en 939). Il reçoit l’influence d’Odon de Cluny[4].
- 15 janvier : à la mort de Raoul, la Bourgogne est disputée entre son frère Hugues le Noir et son beau-frère Giselbert. Le Robertien Hugues le Grand revendique également le duché de Bourgogne[5].
- 19 juin : couronnement à Laon de Louis IV d'Outremer, roi de Francie occidentale[6] (fin de règne en 954). Louis IV, fils de Charles III, âgé de 15 ans, est ramené de son exil d’Angleterre pour être sacré roi de Francie occidentale à Laon par l'archevêque de Reims Artaud, après l’intervention d’Hugues le Grand. Il épousera Gerberge de Saxe, sœur d’Otton Ier de Germanie, veuve de Gislebert († 939), duc de Lotharingie.
- Été : après le couronnement de Louis IV, Hugues le Grand le conduit en Bourgogne ; ils assiègent et prennent Langres à Hugues le Noir ; un accord est conclu en 938 entre les trois compétiteurs qui se partagent le duché de Bourgogne[5].
- 7 juillet : Boson d'Arles est encore attesté comme marquis de Toscane. Il est destitué et arrêté avant la fin de l'année par son frère Hugues, qui l'accuse, avec son épouse Willa de comploter contre lui. Le fils naturel de Hugues, Hubert de Spolète, le remplace en Toscane[7].
- 25 et 26 juillet : Louis IV et Hugues le Grand sont à Auxerre, puis se rendent à Paris[8].
- 7 août : sacre d'Otton Ier roi de Francie orientale à Aix-la-Chapelle[9]. Ses vassaux lui renouvèlent son élection et l’archevêque de Mayence Hildebert lui remet les insignes de la royauté. Otton dote richement les évêchés (il investit lui-même les évêques) qui le soutiennent face aux ducs révoltés qu’il écrase tour à tour (fin en 939). Il nomme Hermann Billung princeps militiae[10] de la région frontalière où vivent les Vélètes, les Abodrites, les Wagriens et les Vikings (marche des Billung).
- 28 août : le comte Raymond III Pons signe la charte de fondation de l'abbaye de Chanteuges en Auvergne, en prenant le titre de duc d'Aquitaine[11]. En novembre il fonde avec son épouse Garsinde l'abbaye de Saint-Pons-de-Thomières[12].
- 19 novembre : le calife omeyyade Abd al-Rahman fonde Madinat al-Zahra, près de Cordoue, devenue trop peuplée (300 000 habitants), pour y établir sa résidence[13].
- 25 décembre : Louis d'Outremer est à Compiègne. Hugues le Grand et Hugues le Noir font la paix à la fin de l'année et se partagent la Bourgogne[8].

- Hugues d'Arles assiège Rome ; il doit renoncer face à la disette[14] et avec la médiation d’Odon de Cluny fait la paix avec Albéric de Spolète qui épouse sa fille[15].
- Gorm le Vieux est attesté comme roi du Danemark quand il reçoit l'archevêque de Brême Unni. Selon Adam de Brême, il règne avec son fils Harald. Il serait mort vers 958[16].
- Alain Barbetorte débarque en Armorique, à l'initiative de l'abbé Jean de Landévennec et avec l'aide d'une troupe de Bretons exilés et d'Anglais. Il est victorieux à Dol, au camp de Péran près de Saint-Brieuc, et à Plourivo[17].
- Le comte de Toulouse Raimond Pons prend le titre de prince ou duc d’Aquitaine[18].
- Raids magyar en Italie. Ils entrent dans Capoue, pillent Nole, Bénévent, les environs de Naples et le Mont-Cassin [8].
- Odon de Cluny réforme l'abbaye de Fleury[19].